# 食鱼鸟属
食鱼鸟属（学名：Piscivoravis）是种已灭绝的鱼食性今鸟型类恐龙，化石发现于中国辽宁省早白垩世（阿普第期）的九佛堂组。食鱼鸟由周爽、周忠和与邹晶梅于2013年首次命名，模式种是李氏食鱼鸟（Piscivoravis lii）。系统发育分析将食鱼鸟放在比古喙鸟更进阶的位置，并与建昌鸟、巴塔哥鸟及包含所有更进阶今鸟型类的进化支组成多分支。